# Buffalo Bills
Buffalo Bills este o echipă de fotbal american din Buffalo, New York. Ei sunt membri ai Diviziei de Est din American Football Conference (AFC) în National Football League (NFL). Numele echipei se trage din numele aventurierului Buffalo Bill din perioada vestului sălbatic american. Bills este singura echipă majoră profesionistă care reprezintă orașul Buffalo.
A avut o perioadă de glorie la începutul anilor 1990 când a apărut de patru ori consecutiv în Super Bowl, record în NFL, dar performanța a fost umbrită de faptul că au pierdut toate cele patru finale.